# 現行犯
在犯罪實施的當下或實施後馬上便被發覺者，為現行犯（拉丁語：或），重在發覺之時間。這是狹義上的現行犯定義。
另外就算不是實施的當下或實施後即時被發現的現行犯罪，但有下列情形之一者，亦以現行犯論，因其情節，與現行相似，亦視為廣義的現行犯，即準現行犯：
- 被逮時為犯罪人者。

- 發覺這個犯罪者的期間，雖不是犯罪實施的當下或犯罪後的短期間，但因持有兇器、贓物或其他物件，或於身體衣服等處露有犯罪痕跡，明顯可被懷疑作為犯罪者[3]。

上述的準現行犯有學者認為過於寬鬆，可能會有許多被誤判的狀況發生，故建議修法。

## 法律

### 中華民國
依《刑事訴訟法》第88條第一項規定，不問何人，可以馬上逮捕之，並不限於非告訴乃論之罪，就算是告訴乃論之罪也一樣。
中華民國法律上定義的現行犯，情形有二：現行犯（狹義現行犯）或準現行犯（廣義的現行犯）。
逮捕現行犯，仍應注意被告之身體及名譽（刑事訴訟法第89條），被告抗拒逮捕者，得用強制力逮捕之，但不得逾必要之程度（第90條）。
無偵查犯罪權限之人逮捕現行犯者，應即送交檢察官、司法警察官或司法警察，接受時應詢問逮捕現行犯之人之姓名、住居所及逮捕之事由；司法警察官、司法警察逮捕或接受現行犯者，應即解送檢察官（第92條）。

### 中华人民共和国
据《中华人民共和国刑事诉讼法》第八十二条第一项，对于正在实行犯罪或者在犯罪后即时被发觉的人，任何公民都可以立即扭送公安机关、人民检察院或者人民法院处理。

## 現行犯的特徵
在台灣常見的現行犯多為暴力犯罪，像是透過機車作為犯罪工具行搶。台灣有多篇相關研究指出，最常見的現行犯嫌疑人（準現行犯）的特徵是青年期的男性。